# Анрі Шатлен
Анрі́ Шатле́н (фр. Henri Chatelain; 1684—1743) — французький картограф, письменник та вчений.

## Життєпис

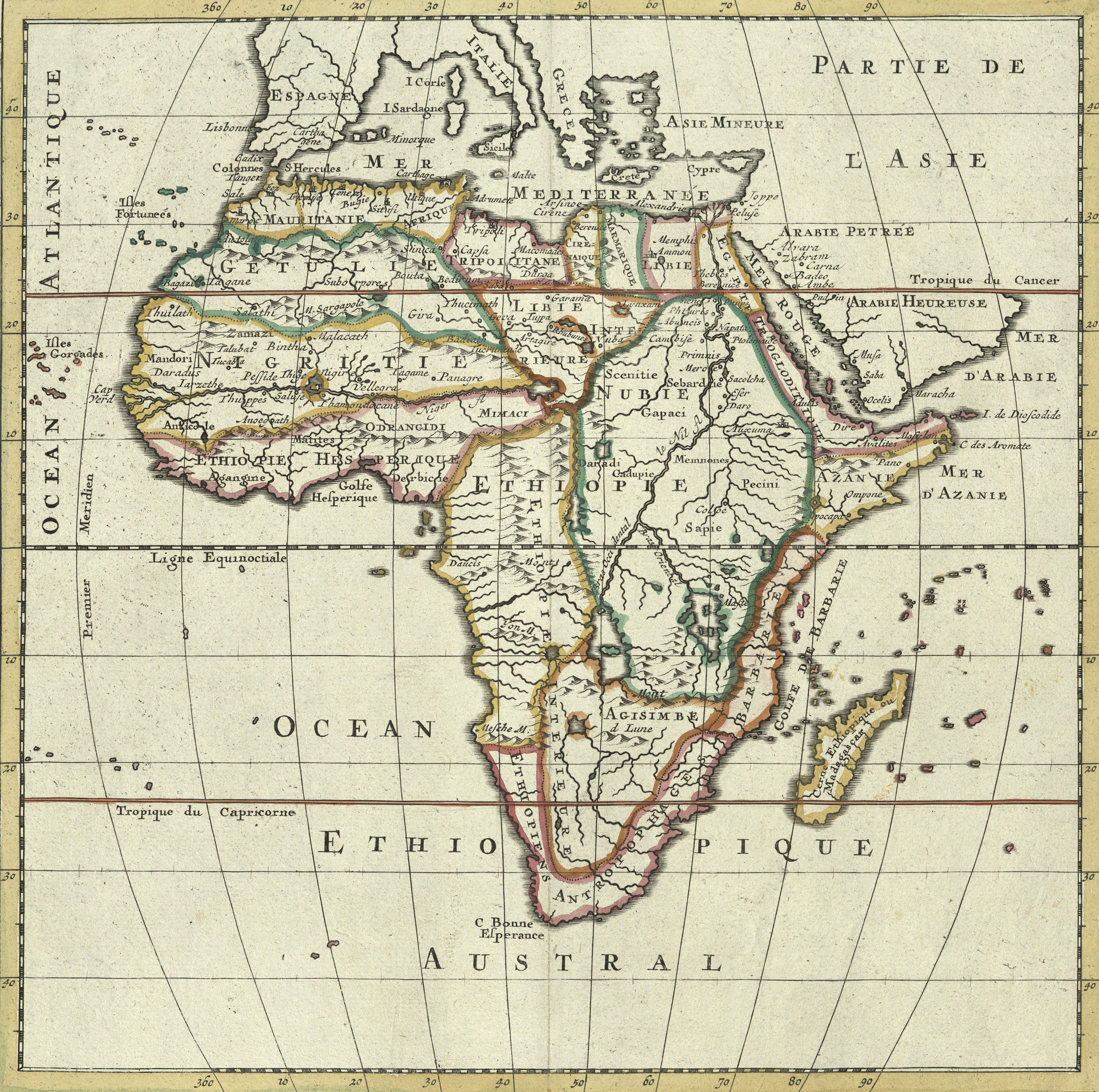
Carte de L'Afrique selon les auteurs anciens, 1719

Анрі Шатлен походив з родини Шатлен, яка володіла видавничим домом, за походженням француз, працював в Голландії. Видавничий дім Шатлен — сім'я французьких картографів, які працювали в Голландії. Фірма складалася з батька Захарії Шатлена (Zacharie Chatelain; 1723) та його синів Анрі та Захарії-молодшого (Zacharie Chatelin; Zacharias II Chatelain; Zacharias Chastelain; 1690—1754). Найвідоміша праця цього видавничого дому — «Atlas Historique» в семи томах, виданий між 1705 і 1720 роками, друге видання — 1732 р. Атлас був створений на картографічних матеріалах Гійома Деліля, а також інших відомих картографів. Інформація в атласі була представлена в енциклопедичній формі. Тут були матеріали з космографії, географії, історії, хронології, генеалогії, топографії, геральдики та про одяг народів світу.

## Карти України

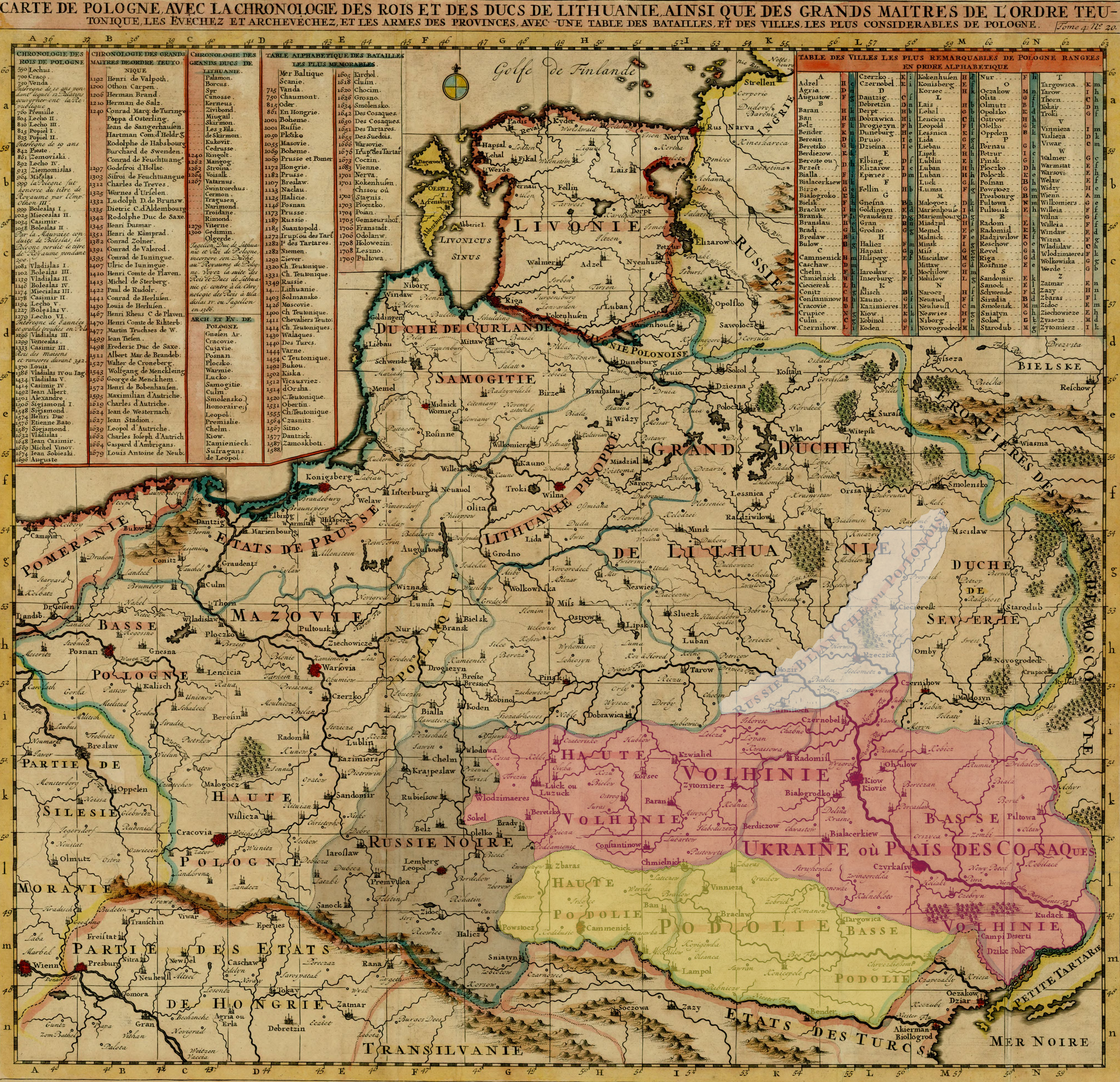
Карта французького картографа Анрі Шатлена із зображенням Чорної Русі чорним, Волині червоним, Поділля у жовтий

У 1710 р., в Парижі, Анрі Шатлен видає мапу «Nouvelle Carte Du Royaume De Pologne, Divisee Selon Ses Palatinates Et Ses Provinces, Avec Des Remarques Historiques …». Середнє Придніпров'я позначене як Ukraine (Україна).
1720 р., в Амстердамі, Анрі Шатлен видає мапу «NOUVELLE CARTE DES CONCILES GENERAUX ET PARTICULIERS QUI SE SONT TENUS EN EUROPE, EN ASIE, EN AFRIQUE, ET EN AMERIQUE: AVEC DES TABLES QUI EN INDIQUENT LE NOMBRE ET LANNÉE AVEC LA SITUATION DES VILLES OÙ SE SONT TENUS CES CELEBRES ASSEMBLÉES». Формат мапи 48x56 cм. Середнє Придніпров'я позначене як Ukraine (Україна). Україна ототожнюється із Європейською Сарматією (SARMATIE EN EUROPE), напис — північніше Києва. На карті показано українські історико-географічні землі: Чорна Русь (Галичина, Russia Noire), Поділля (Podolie), Волинь (Volhinie), Полісся (Polesie), Сіверщина (Severie).